# Леонов Сергій Дмитрович
Сергій Дмитрович Леонов (нар. 9 травня 1983, Суворов, Тульська область) — російський державний і політичний діяч, кандидат медичних наук, автор наукових праць та винаходів. Член Ради Федерації від законодавчої влади Смоленської області з 27 вересня 2018 року до 6 жовтня 2021 року, Координатор Смоленського регіонального відділення ЛДПР з 2013 року до 2021 року. Заступник голови Загальноросійської громадської організації «Російський союз молодих вчених». Депутат Смоленської обласної Думи V скликання за списком ЛДПР із 2013 по 2018 рік. Депутат Державної Думи РФ (з 2021 року).

## Законодавчі ініціативи
У ході російського вторгнення на Україну у квітні 2022 року у складі групи депутатів вніс проект закону про наділяючий генерального прокурора Росії та його заступників правом визнавати реєстрацію ЗМІ недійсною та припиняти дію ліцензії на теле- та радіомовлення у разі поширення ними «фейків» щодо російських військових та їх «дискредитації», закликів до санкцій, і навіть інформації, у якій міститься «явна неповага до суспільству, державі та Конституції РФ».
20 квітня 2022 року під час розв'язаної Росією війни проти України запропонував примусово забирати кров у українських полонених.

## Санкції
Голосував за постанову № 58243-8 «Про звернення Державної Думи Федеральних Зборів РФ до Президента РФ Путіна про необхідність визнання ДНР та ЛНР» і тому підтримував та впроваджував політику, які підривають територіальну цілісність, суверенітет та незалежність України. Леонов є підсанкціною особою багатьох країн світу.
Під санкціями США з 2014 року, а з 25 лютого 2022 року після початку повномасштабної війни Росії проти України та під санкціями ЄС.
7 вересня 2022 року доданий до підсанкційного списку України.

### Розслідування
Був одним із депутатів Держдуми РФ, хто 22 лютого 2022 року підтримав ратифікацію "договору про дружбу, співробітництво та взаємну допомогу" між Росією й терористичними угрупованнями ЛНР та ДНР. У листопаді 2023 року заочно засуджений українським судом до 15 років позбавлення волі.

## Сім'я
Одружений, виховує трьох синів.